# Aliens: Colonial Marines
Aliens: Colonial Marines – komputerowa gra akcji, której premiera odbyła się 12 lutego 2013 roku. Gra została wydana przez firmę Sega na platformy Microsoft Windows, Xbox 360, PlayStation 3. W edycji kolekcjonerskiej dodano figurkę żołnierza walczącego z obcym oraz plany statku USS Sephora. Wersja na Wii U została anulowana. Do 10 maja 2013 roku gra sprzedała się w 1,3 milionie egzemplarzy.
Akcja gry toczy się po wydarzeniach z filmu Obcy - decydujące starcie. Głównym bohaterem jest Christopher Winter, który razem z oddziałem marines próbuje odnaleźć Ellen Ripley.

## Rozgrywka
Aliens: Colonial Marines jest shooterem widzianym z perspektywy pierwszej osoby. Gracz steruje i porusza się po zamkniętych lokacjach na statku U.S.S. Sulaco oraz na powierzchni planety LV-426. Podczas starć z obcymi postać ma dostęp między innymi do broni palnej, miotacza ognia i przenośnej wieżyczki obronnej. Ponadto istnieje możliwość odcinania drogi przeciwnikom przez blokowanie drzwi. W trakcie rozgrywki gra jest pozbawiona interfejsu.
W trybie wieloosobowym gracze uczestniczą w trybie kooperacji do czterech graczy lub dwóch na dzielonym ekranie. W trybie „team deathmatch” istnieje możliwość sterowania obcymi.

## Produkcja i wydanie
Tytuł gry razem z pierwszymi zrzutami ekranu zaprezentowano w magazynie Game Informer w lutym 2008 roku. Aliens: Colonial Marines powstało przy użyciu silnika Red Ring. W pierwszym dodatku DLC dodany został tryb Bug Hunt, w którym gracze bronią się przed falami przeciwników. W sierpniu 2013 roku udostępniono ścieżkę dźwiękową z gry.

## Odbiór gry
Gra spotkała się z negatywnym odbiorem w mediach. Gra w wersji na PC otrzymała średnią wynoszącą 37,91% według agregatora GameRankings oraz punktację 45/100 według serwisu Metacritic. Recenzenci krytykowali przede wszystkim liczne błędy w grze, niedopracowaną sztuczną inteligencję postaci oraz grafikę niskiej jakości.